# (2759) Idomeneus
(2759) Idomeneus – planetoida z grupy trojańczyków okrążająca Słońce w ciągu 11 lat i 279 dni w średniej odległości 5,17 j.a. Została odkryta 14 kwietnia 1980 roku w Lowell Observatory (Anderson Mesa Station) przez Edwarda Bowella. Nazwa planetoidy pochodzi od Idomeneusa, jednego z uczestników wojny trojańskiej. Przed nadaniem nazwy planetoida nosiła oznaczenie tymczasowe (2759) 1980 GC.